# Mindannyian Együtt koalíció
A Mindannyian Együtt (bosnyákul és horvátul Sve zajedno, szlovákul Všetci spolu, macedónul Сите заедно, szerbül Све заједно) egy kisebbségi pártok alkotta közös választási lista Szerbiában. 2012. március 14-én alakult a 2012-es szerbiai parlamenti választásokra, itt 1 mandátumot szerzett. Az azonos időpontban tartott vajdasági tartományi választásokon nem szerzett mandátumot, a helyi önkormányzati választásokon azonban néhány településen bekerült a helyi tanácsba.
Az országos lista 69 képviselőjelöltje közül 14 volt magyar.

## Tagjai
- Vajdasági Magyarok Demokratikus Közössége (VMDK) – elnöke Csonka Áron
- Magyar Polgári Szövetség (MPSZ) – elnöke Rácz Szabó László
- Bosnyákok Demokratikus Közössége (BDZ) – elnöke Emir Elfics
- Horvátok Demokratikus Közössége (DZH) – elnöke Djordje Csovics
- Szlovák Párt – elnöke Jan Paul

## Célkitűzései
A korábbiakban már létrejött egy megállapodás 12 kisebbségi párt között, mely az ország első embereinél, Mirko Cvetković miniszterelnöknél és Boris Tadić államfőnél igyekezett a kisebbségek ügyét előremozdítani. Elsősorban a nemzeti tanácsokról szóló törvény változtatását kérték, emellett szavatolt parlamenti helyek bevezetését minden kisebbség számára, valamint olyan hatékony törvény- és alkotmányos garanciák kidolgozását és véghezvitelét, ami javítaná a kisebbségek helyzetét Szerbiában. Ebből indult egy együttműködési folyamat, ami egy rendkívül jó párbeszéddé alakult át. Kikristályosodott, hogy Szerbiában az összes kisebbség ugyanazokkal a gondokkal küzd. Ennek az együttműködésnek a programját, valamint a Magyar Fordulat meglátásait integrálta a „Mindannyian Együtt” elnevezésű tömörülés.

## Választási eredmények
| Választások | Szavazatok száma | Szavazatok aránya | Mandátumok száma | Mandátumok aránya | Parlamenti szerepe |
| ----------- | ---------------- | ----------------- | ---------------- | ----------------- | ------------------ |
| 2012-es     | 24 993           | 0,67%             | 1                | 0,4%              | ellenzék           |

## Külső hivatkozások
- Együtt a nemzeti közösségek érdekeiért – Kitekintő.hu, 2012. március 26.
- Szerbiai országos lista a 2012-es parlamenti választásokon (szerbül)
- Vajdaság tartományi lista a 2012-es tartományi választásokon Archiválva 2012. május 15-i dátummal a Wayback Machine-ben PDF (szerbül)